# Raydon
Raydon – wieś w Anglii, w hrabstwie Suffolk, w dystrykcie Babergh. Leży 13 km na południowy zachód od miasta Ipswich i 95 km na północny wschód od Londynu. W 2001 miejscowość liczyła 487 mieszkańców.